# Riet Neerincx

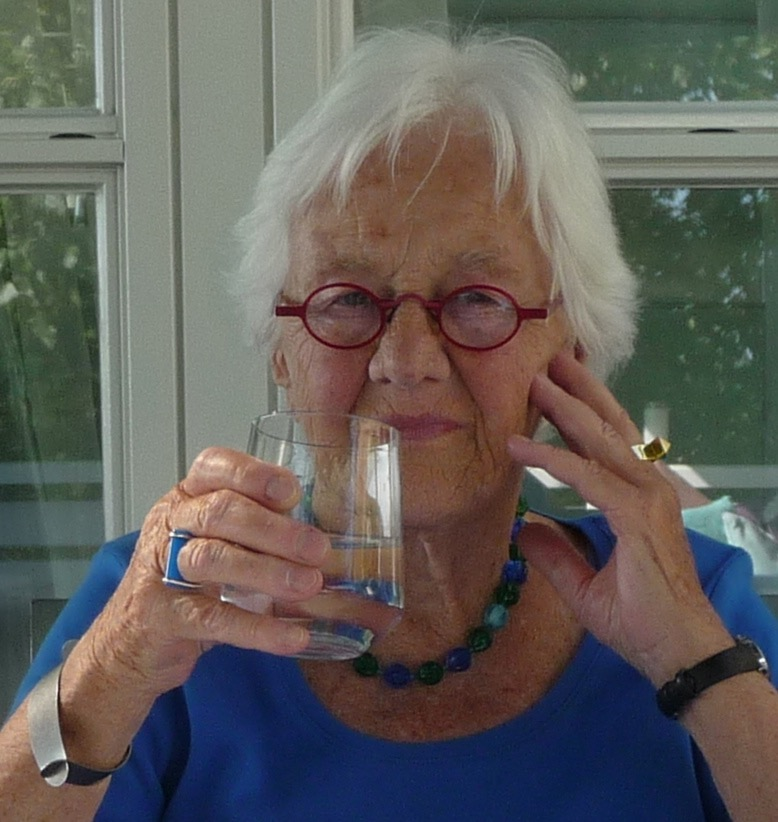
Riet Neerincx, 2010

Maria Anna Theresia Riet Neerincx (* 18. November 1925 in Arnhem; † 12. Januar 2012 ebenda) war eine niederländische bildende Künstlerin, die als Schmuckdesignerin und Restauratorin tätig war. Ihr Werk als Schmuckdesignerin gilt als Teil der Arnhemer Schule.

## Leben
Riet Neerincx wurde am 18. November 1925 als ältestes von sechs Kindern geboren. Sie absolvierte eine Ausbildung von 1941 bis 1946 in der Genootschap Kunstpraktijk in Arnhem. Dort war unter anderem Frans Zwollo (1896–1986) ihr Lehrer. Sie erhielt keine Meisterzeichen nach ihrer Ausbildung, da ab 1946 diese nur noch Personen gewährt wurde, die ein Diplom der Berufsschule Schoonhoven in Schoonhoven erworben hatten und bei der Handelskammer registriert waren. Sie arbeitete nach ihrem Examen bei ihrem Lehrer Frans Zwollo jr. in Oosterbeek, der ihr riet, Erfahrungen im Ausland zu sammeln.
Neerincx ging nach London und nahm von 1947 bis 1951 Unterricht an der Central School of Art and Design. Dort lernte sie die Arbeiten von Barbara Hepworth und Henry Moore kennen, die sie inspirierten. Auch die Arbeit des Fotografen Andreas Feininger inspirierte sie. Riet Neericx lernte Gießen, Gravieren, Design und Fotografieren und eignete sich die Gemmologie an. Von London zog sie 1951 nach Paris und kehrte dann nach Arnhem zurück. Sie konnte nicht als selbstständige Goldschmiedin arbeiten, da sie kein eigenes Meisterzeichen besaß. So wurde sie Sekretärin des Direktors des Gemeentemuseum Arnhem in Arnhem. Nachdem sie 1964 zwei preisgekrönte Entwürfe für den Vreedenburgh-Preis entworfen hatte, erhielt sie ihr Meisterzeichen. Danach eröffnete sie ihr eigenes Atelier und fertigte Schmuck, Besteck und Abzeichen an.
Sie war von September 1966 bis zu ihrer vorzeitigen Pensionierung im Dezember 1986 Kuratorin der Abteilung für Angewandte Kunst und Design am Gemeentemuseum Arnhem. Unter ihrer Leitung begann das Museum Werke von Schmuckdesignern und Goldschmieden zu erwerben und zu präsentieren. Der Beginn dazu war 1964 eine Leihgabe der Rijksdienst Verspreide Kunstcollecties der Niederlande. Neerincx war zusammen mit Benno Premsela und Bernardine de Neeve Mitglied des Wahlausschusses von Sieraad '67, einer wichtigen Ausstellung in der Galerie Het Kapelhuis in Amersfoort. Sie gestaltete mehr als 100 Ausstellungen für das Gemeentemuseum Arnhem. Dazu verfasste sie mehrere Kataloge.
Nach ihrer Pensionierung gründete sie mit ihrer Partnerin und späteren Ehefrau Clara de Goede das Reisebüro Vlieg & Fiets. Dort boten sie unter anderem Radreisen nach Asien an. Gemeinsam erforschten sie weltweit 25 Jahre lang Fahrradrouten.
Sie starb am 12. Januar 2012 in Arnhem.

## Werk
Nachdem sie ihr eigenes Atelier eröffnet hatte, fertigte sie hauptsächlich Schmuck und Bestecke. Schmuck musste für sie tragbar sein und zu ihren Arbeiten zählten Broschen und Ringe. Als Schmuckdesignerin arbeitete sie selbst ausschließlich mit Gold, Silber und Steinen. In dem Museum gab sie auch den Schmuckdesignern Raum und Plattform, die mit anderen Materialien experimentierten.
Ihr wurde 2008 die Ausstellung Vormgeven is uitvinden, Riet Neerincx, sechzig Jahre Design (deutsch: Entwerfen ist Erfinden) gewidmet, die  José Teunissen und Mirjam Westen feierlich am 27. Juni 2008 im Museum Arnhem eröffneten. Im Rahmen der Ausstellung erschien auch die Publikation Riet Neerincx, vormgeven = uitvinden und ein Stahlarmband mit einer Auflage von 100 Exemplaren wurde präsentiert.
1989 wurde Neerincx Ehrenmitglied des Verbandes der Goldschmiede und Schmuckdesigner und des Berufsverbandes niederländischer Designer. Daneben war sie in weiteren Verbänden aktiv, wie bei ICOM und der Stichting Fonds voor Beeldende Kunsten Vormgeving en Bouwkunst. Sie besuchte gerne Auktionen und Flohmärkte und hielt viele Vorträge, nicht nur über Schmuckdesign, sondern auch über das Werk von Theo Colenbrander, seine Arbeit mit Porzellan und Steingut.

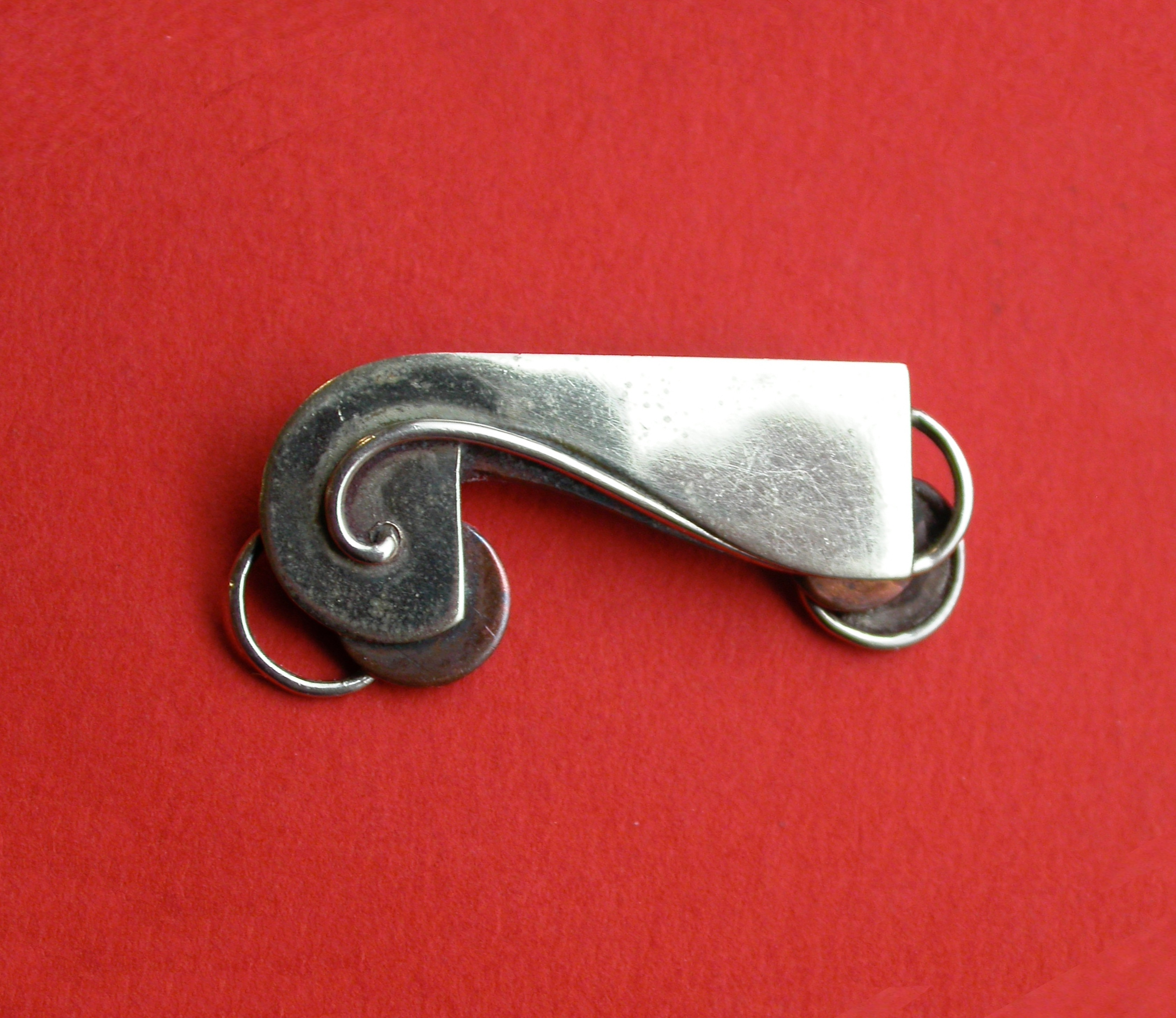
Brosche 1948
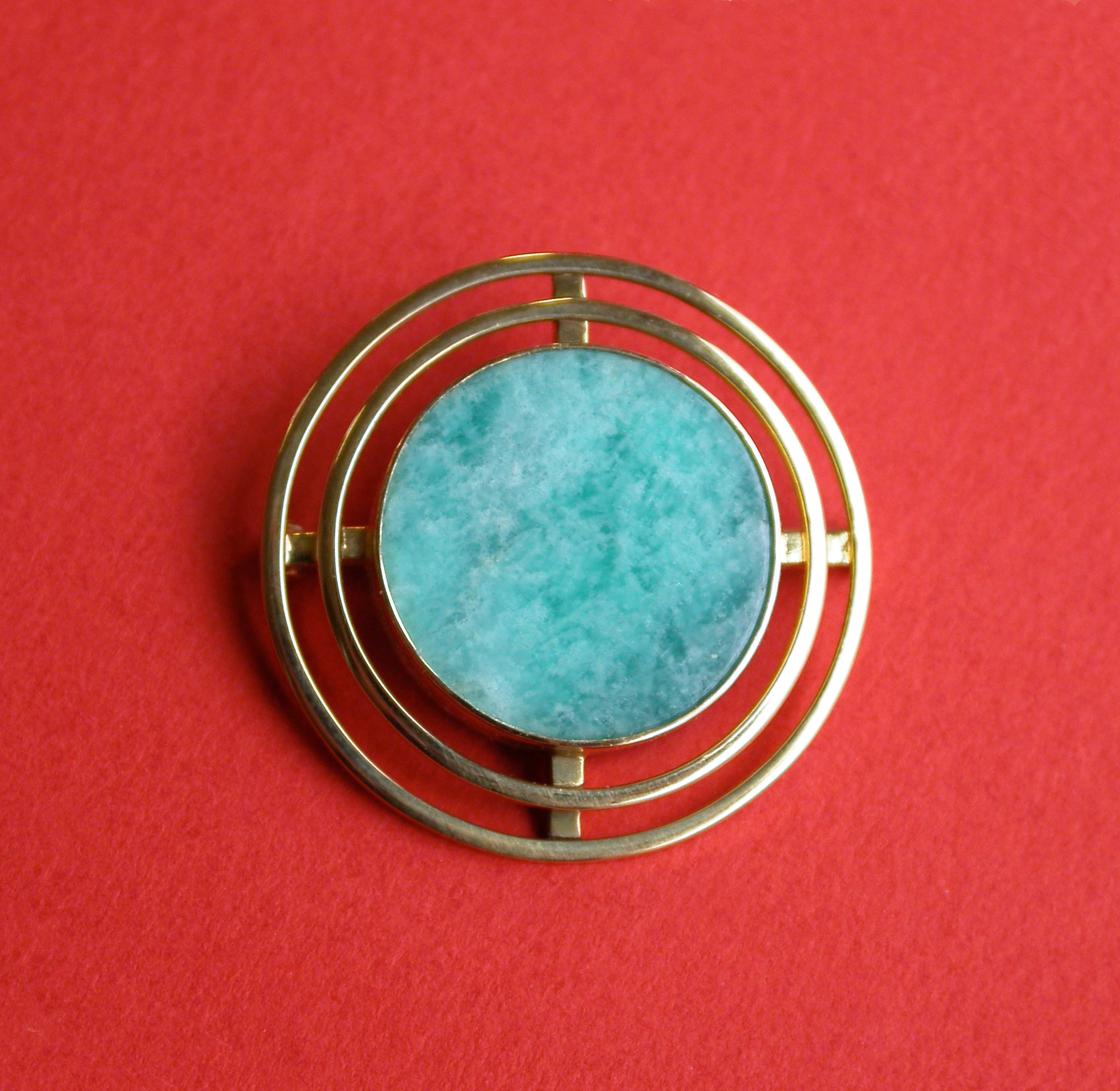
Brosche 1968
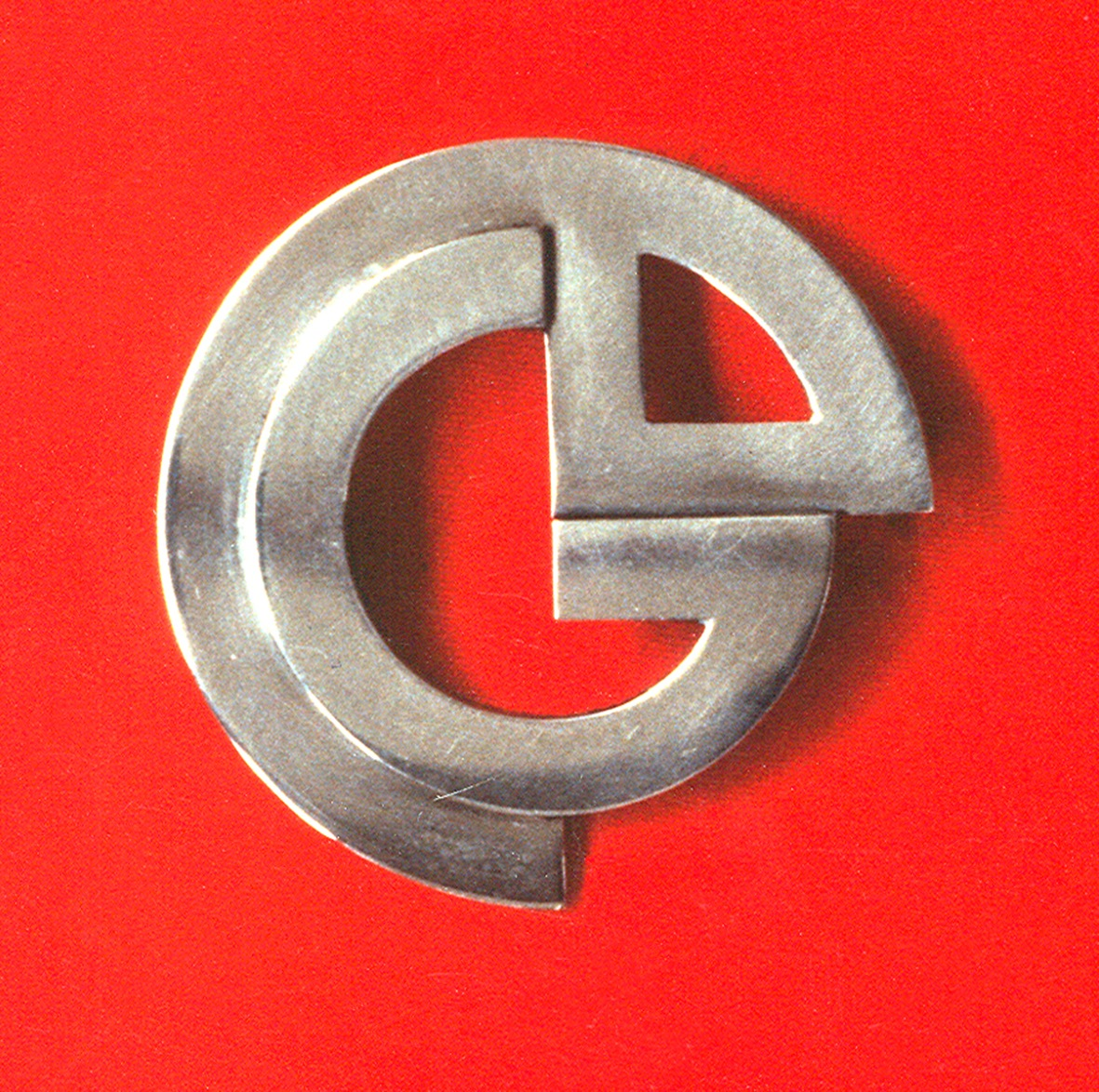
Monogram 1988
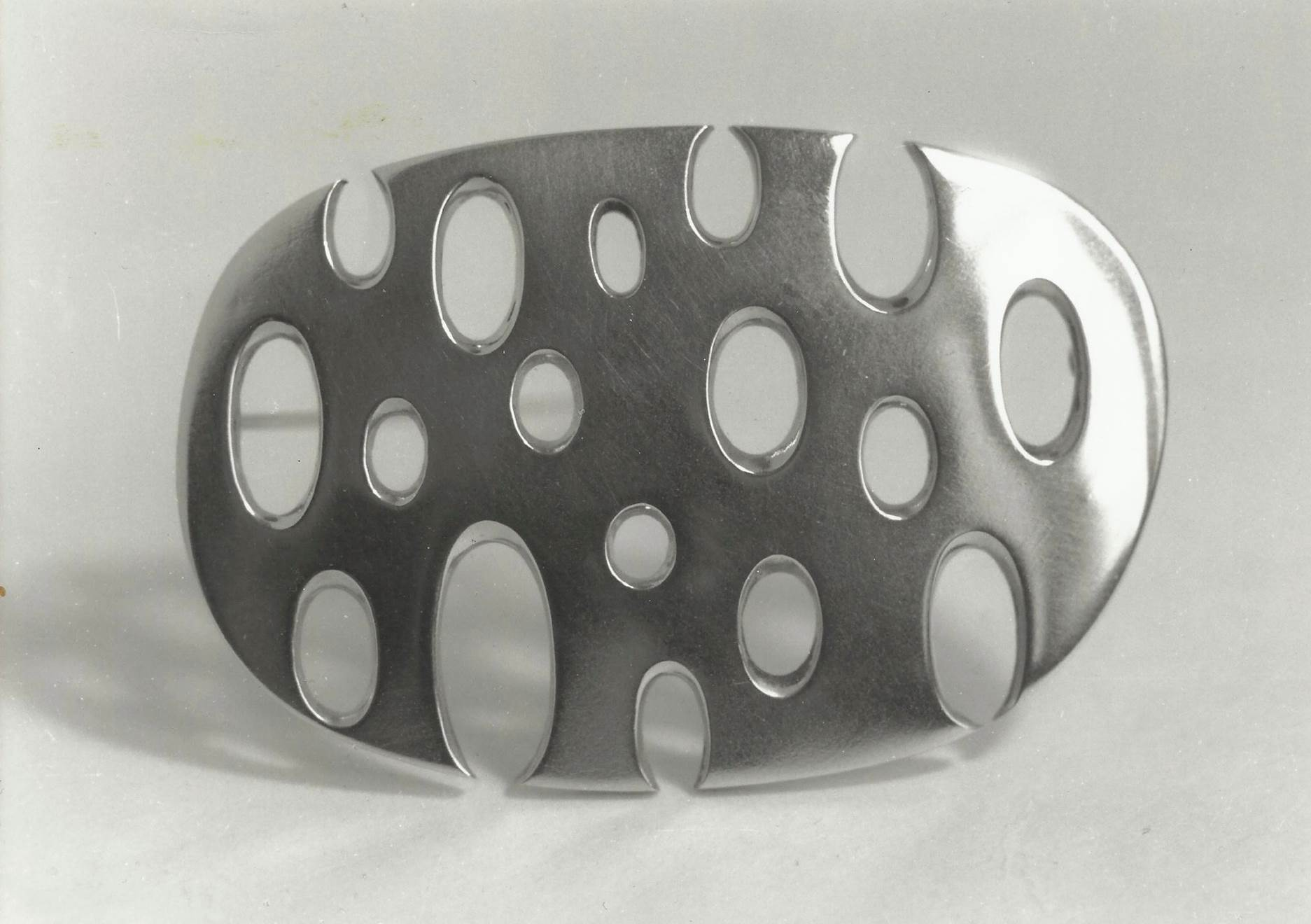
Brosche 1964
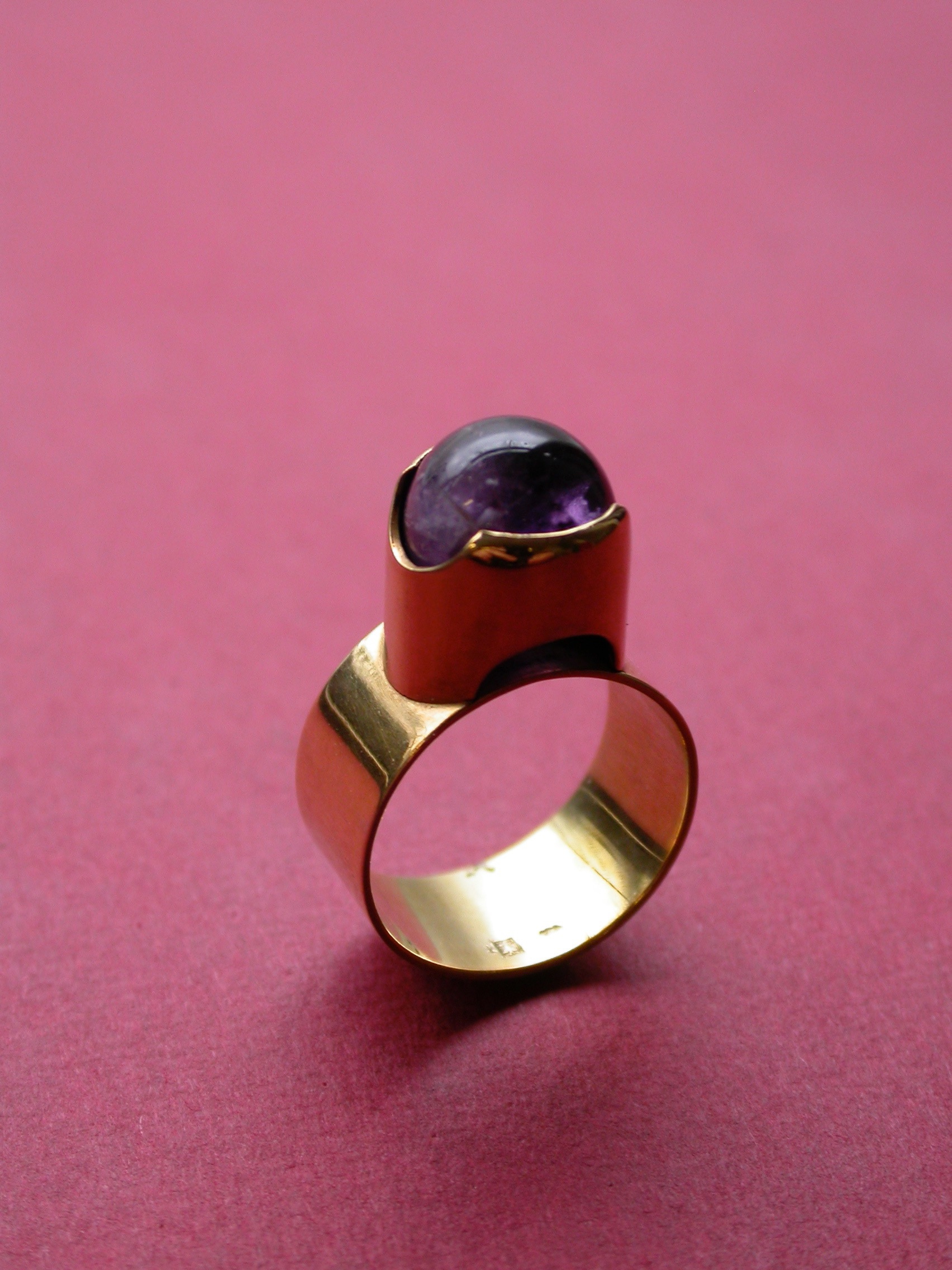
Ring 1966
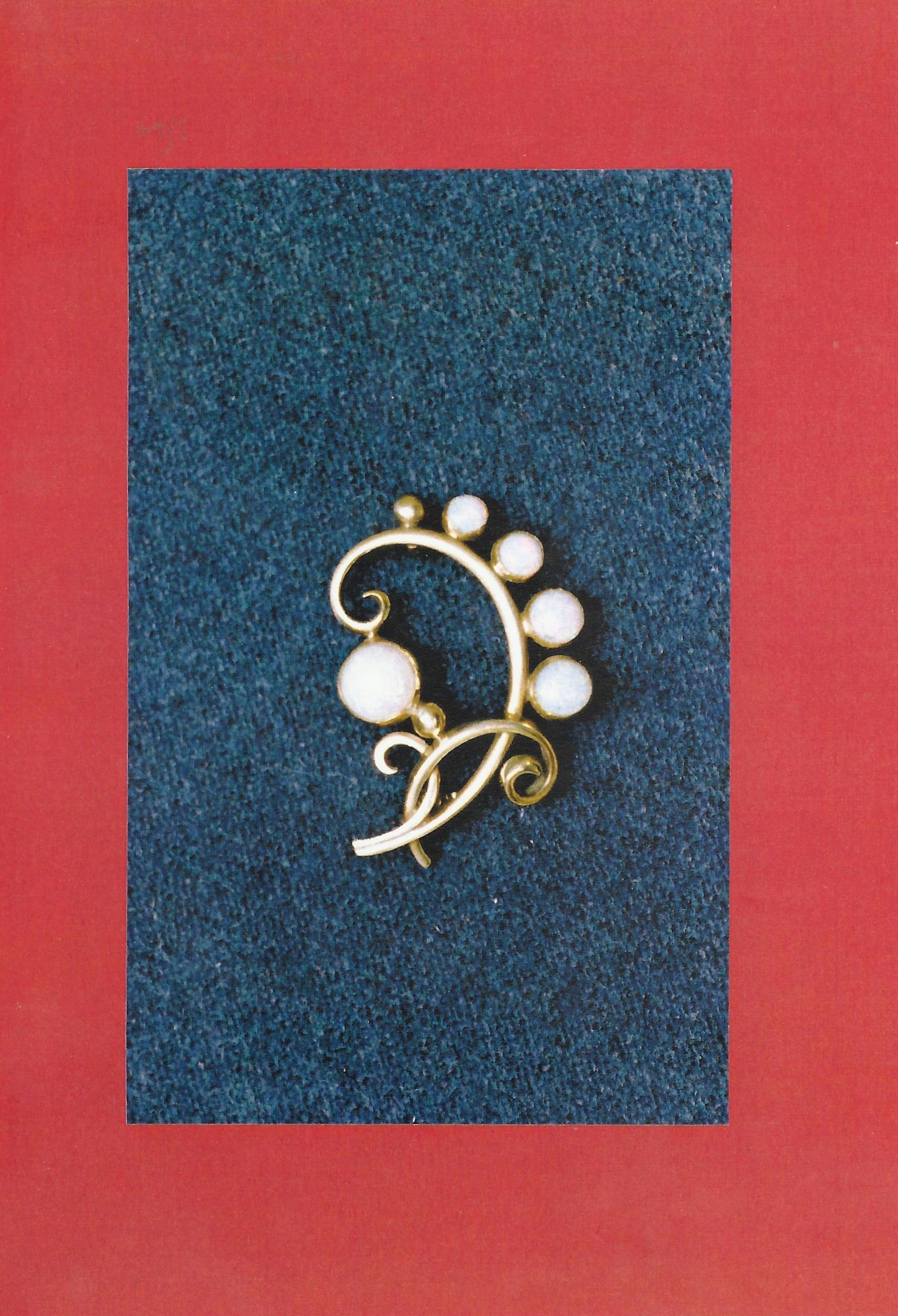
Brosche 1964
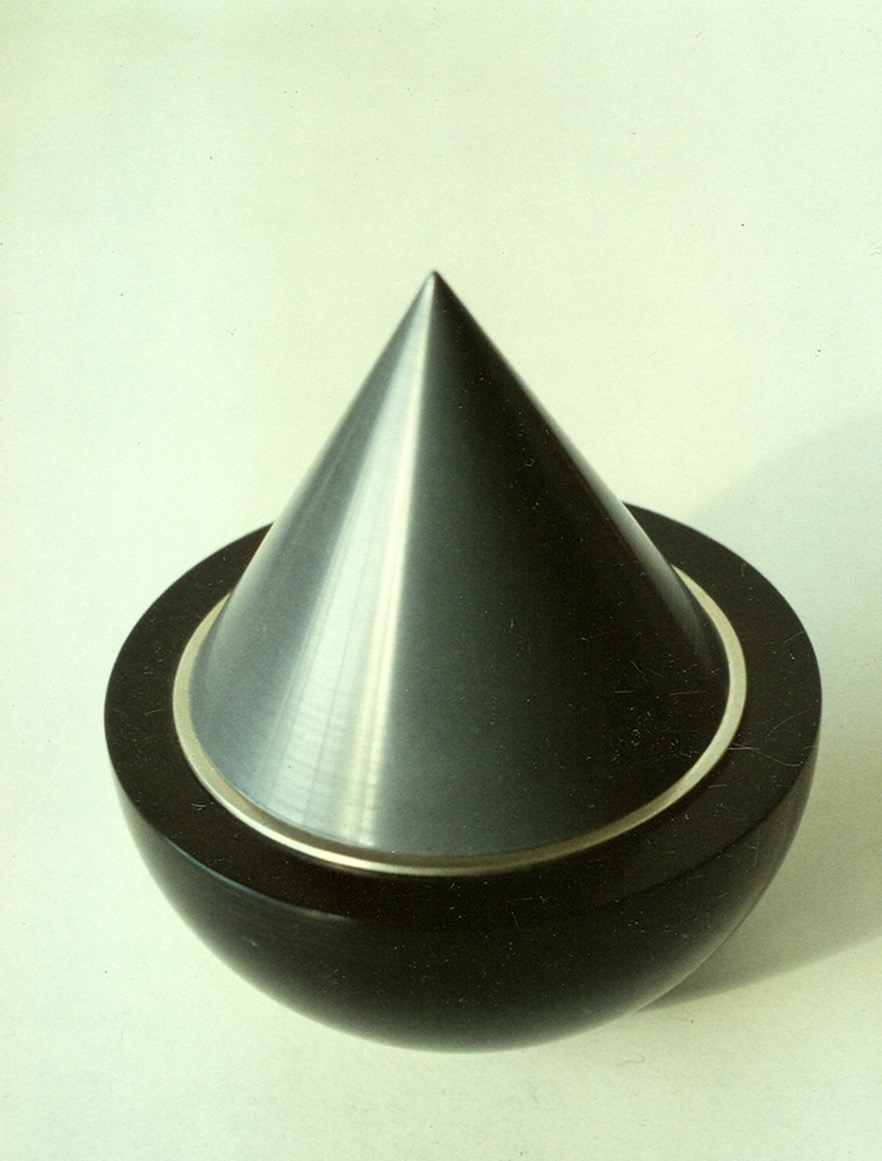
Kegel aus Kunststoff 1977